# 骨瓷

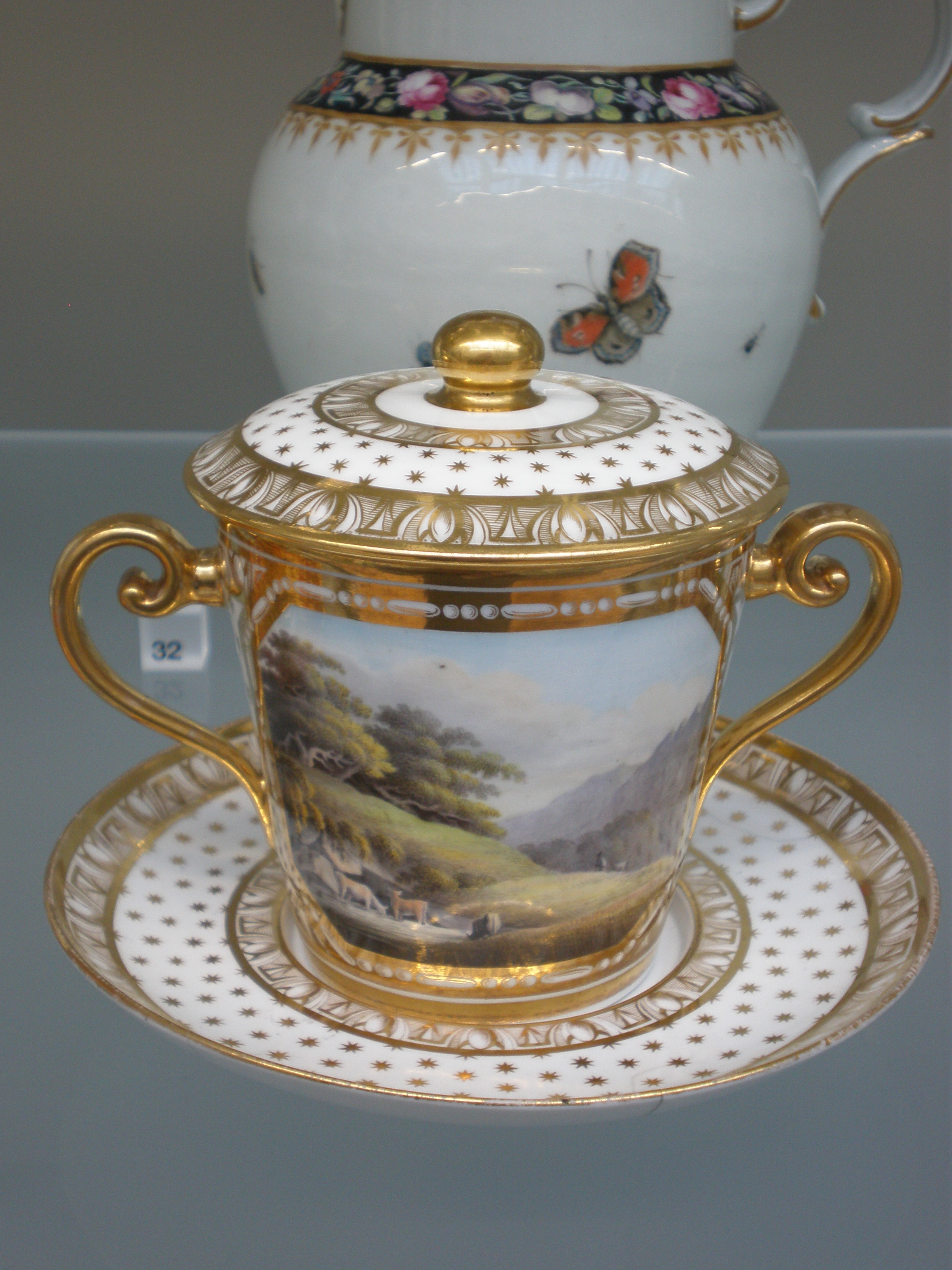
骨瓷

骨瓷（英語：bone china）又稱骨質瓷，在燒製的瓷泥中添加了動物骨灰（豬、牛骨），以改善瓷器的玻化及透光度。
骨瓷是一種低溫軟性瓷，無法手工拉製，只能用模具旋製或注漿等工法生產。換言之，骨瓷必須批量生產，少量個別生產成本太高。

## 歷史
骨瓷是英國人在1794年發明。由不同造型和不同裝飾風格發展出一批世界知名品牌。英國特倫特河畔斯托克，又稱史篤城，是英國瓷器工業的重要產地，號稱瓷都。
20世纪60年代，日本人成功打破英國人對骨瓷市場二百多年的壟斷，成為世界第二骨瓷強國。
70年代末，中國唐山人开始试制骨瓷。經過不斷努力，90年代唐山的骨瓷生產已經具備相當規模。21世紀初，价格富有竞争力的中國骨瓷迅速进入世界骨瓷市場。唐山是中国骨质瓷的重要生产基地，称为“中国北方瓷都”。中国有80%的骨质瓷都产自唐山。

## 性質
骨灰的加入改善瓷器的性能，但加入的份量有所限制。骨灰含量越高，瓷泥可塑性越低。一般的（高含量）幼骨瓷fine bone china 含骨灰約 40%~42%。超過45% 時難以成形。
骨瓷是一種低溫、軟質瓷，素燒溫度約攝氏800度。施以一層透明釉後，入窯進行釉燒；其溫度約介於1150~1175度之間。成品骨瓷器具必須經過：一次素燒、一次釉燒和一次釉上彩（素 面則无需此道工序）。骨瓷裝飾必須在釉燒以後進行，因此，骨瓷多數以低溫750~800度左右，以釉上彩進行表面紋飾的裝飾。
本色是帶黃的象牙白，近年高白骨瓷更受歡迎，成為骨瓷產品的主流。骨瓷的潔白溫潤可人、較之白瓷的冷白更適合做高檔日用餐具。同等厚度的骨瓷比軟質白瓷強度更好，更不容易崩口撞碎，可以做得更薄更輕。

## 骨瓷的分類
1. bone china（骨瓷），加入動物的骨粉後，製作上會較薄，手工上比一般的瓷器來的精緻。
2. fine bone china （精緻骨瓷） ，冠上了“fine ”表示其特殊的成分而表現的精制度、硬度、透光度、淨度或白不白的程度，其精緻程度會比bone china來得更好
3. fine china （精緻瓷器）泛指精緻瓷器用品[3]